# Max Grundig
Max Grundig (Norimberga, 7 maggio 1908 – Baden-Baden, 8 dicembre 1989) è stato un imprenditore tedesco.
Fu il fondatore dell'omonima azienda di elettronica, la Grundig AG.

## Biografia
Figlio del magazziniere Max Emil Grundig da Frauenstein nella Sassonia e della moglie Marie, con tre sorelle visse a Norimberga in condizioni molto modeste.

### 1920–1933
Dopo la morte del padre nel 1920 per una appendicectomia, iniziò nel 1922 l'apprendistato presso il venditore installatore Jean Hilpert. Con idee originali e notevole capacità di apprendimento, fu posto nell'ufficio vendite. Presto si guadagnò la fiducia del proprietario Max Hilpert, senza figli, diventando lui stesso come figlio adottivo. Per arrotondare il bilancio familiare, nelle ore libere fece anche il decoratore di soldatini di piombo.

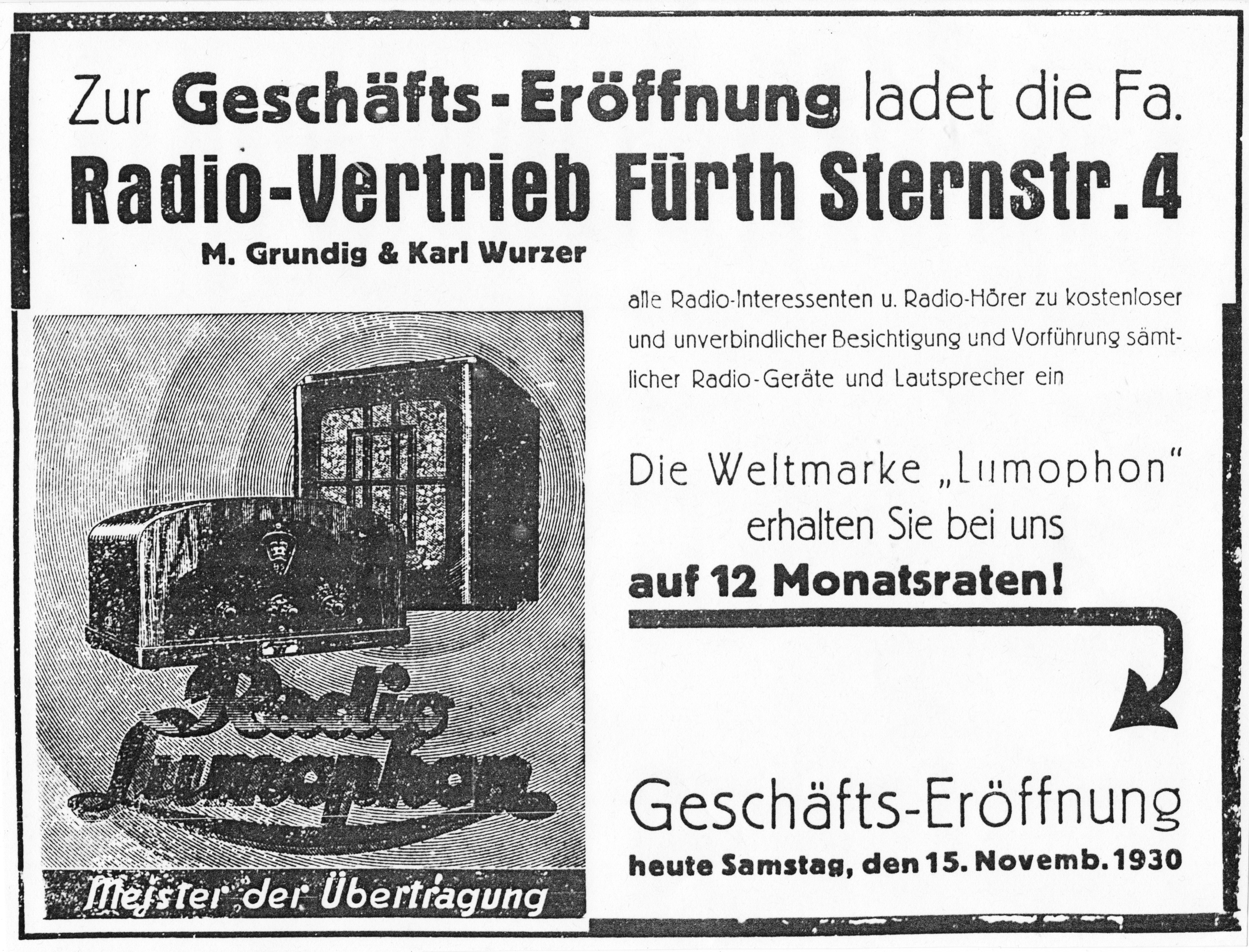
Max Grundig fu il responsabile della filiale di Norimberga della Hilpert impianti; aprì un’azienda con un socio il 15 novembre 1930, vicino al Municipio di Fürth (opposta alla sua casa natale, vi era vicino quella di Ludwig Erhard) in Sternstraße 4, oggi Ludwig-Erhard-Straße (la casa fu demolita nel 1995)

A 16 anni iniziò ad interessarsi della nuova moda, la radioricezione. Affascinato dalla nuova tecnica, Max Grundig con una scatola di montaggio costruì il suo primo apparato radio. Il piccolo appartamento dei Grundig diventò il suo laboratorio sperimentale. Max Grundig, lo stesso anno, progettò e costruì il suo primo apparato radioricevente, potendo così ricevere il segnale di Königs Wusterhausen.
A 18 anni, visitò con il suo titolare, la terza Große Deutsche Funk-Ausstellung del 1926 a Berlino. Un anno più tardi, Max Grundig diventò l'amministratore dell'azienda consociata della Hilpert. In questa filiale mise a frutto le esperienze in ambito radiotecnico, iniziò a commercializzare radio ed accessori. L'azienda fece l'impianto al nuovo ospedale di Fürth. Riuscì a rinegoziare il contratto con la casa madre, passando da 60 a 600 marchi mensili. Così a 19 anni, riuscì per la prima volta a mantenere la sua famiglia.
A 21 anni sposò Berta Haag, la loro figlia Inge nacque nel 1930; il matrimonio finì presto in divorzio, assolvendo tutti gli obblighi economici.
Max Grundig il 1º novembre 1930 lasciò il suo impiego, fondando una Radiogeschäft a Fürth autonomamente. Solo con lo sforzo da parte della madre che firmò una fidejussione, come richiesto dal comune, poté aprire l'attività. Insieme al socio Max Wurzer aprirono il 15 novembre 1930 la Fa. RADIO-VERTRIEB FÜRTH, Grundig & Wurzer OHG, in Sternstraße 4 a Fürth. Le vendite di radio presto aumentarono. L'azienda faceva oltre che vendita anche riparazioni, di Grundig ovviamente, ma anche di accessori e pezzi di ricambio. Per il Natale del 1930 vi furono investimenti nell'azienda, e la qualità degli apparecchi radio prodotti finì sulla bocca dei clienti, aumentando il fatturato del negozio Grundig. Presto impiegò nell'azienda due montatori e le tre sorelle.

### 1933–1945
Nel 1934 liquida i soci, e l'azienda si trasferisce in locali più grandi in Schwabacher Straße 1. Max Grundig vende non solo radio ma anche componenti per impianti elettrici, giradischi, batterie e accessori. 
A seguito di alcuni lavori alla rete elettrica di Norimberga e Fürth (AC/DC) con differenti tensioni, chi da Norimberga a Fürth accendeva la radio si ritrovava con il trasformatore bruciato. Max Grundig riparava questi trasformatori, con macchine avvolgifilo e si mise a produrre componenti nuovi anche per altri venditori.
Nel 1938 sposa il soprano Anneliese Jürgensen, che conobbe nel Café Fürst a Fürth. Nello stesso anno produce 30.000 trasformatori per l'industria degli armamenti. Con l'inizio della seconda guerra mondiale ripara apparecchi per la Wehrmacht. Max Grundig fornisce nel 1941 una unità di messaggistica all'esercito, provata presso un Transportkommandantur a Parigi. Come un innocuo Schwejkiade ritornò a casa. Appena il Generale comandante partì per una vacanza di 14 giorni, Grundig spiegò e chiarì al sostituto che era stato trasferito al comando di Norimberga. Divenne caporale e Führungsbunker del Comando trasporti di Norimberga. Presto gli fu dato il permesso di occuparsi dei suoi affari.
Dopo il bombardamento di Norimberga nel 1943, Grundig crea un impianto produttivo nel villaggio di Vach, nella sala da ballo della Gasthause „Linde“ e nella Kegelbahn „Roten Ochsen“ fino alla fine della guerra. L'economia in espansione verso la fine della guerra, porta gli affari dell'azienda in alto, rendendo Max Grundig indispensabile e rinunciatario al servizio militare. Dalla AEG ricevette un contratto per la produzione di 10.000 trasformatori al giorno. Produsse il materiale con l'impiego di circa 150 prigionieri di guerra ucraini, fino al 1944. Dato che la situazione per tali prigionieri era grama, ne organizzò il sostentamento. Siemens e AEG si accordarono presto con l'azienda, data la qualità superiore dei prodotti, per la realizzazione di apparati per la V1-Marschflugkörper e la V2-Rakete.

### 1945–1989
Dopo la seconda guerra mondiale Max Grundig venne fermato dalla polizia militare alleata e rilasciato tre giorni più tardi. I lavoratori forzati ucraini, contenti del trattamento ricevuto, rimasero nello stabilimento di Vach, salvaguardandolo da saccheggi e distruzioni.
Il 15 maggio 1945 Max Grundig aprì con pochi collaboratori l'azienda di Fürth. I macchinari rimasero a Vach e in una ex fabbrica di giocattoli di Jakobinenstraße 24 a Fürth di 400 m²; con 11 uomini e 31 donne nel 1945 iniziò la produzione di trasformatori, e di apparecchi elettrici. Il 7 novembre 1945 ricevette la licenza ufficiale. In agosto sviluppò un "provatubi" termoionici. Alla fine del 1945 commercializzò il „Tubatest“, sotto il marchio RVF (Radio-Vertrieb Fürth).

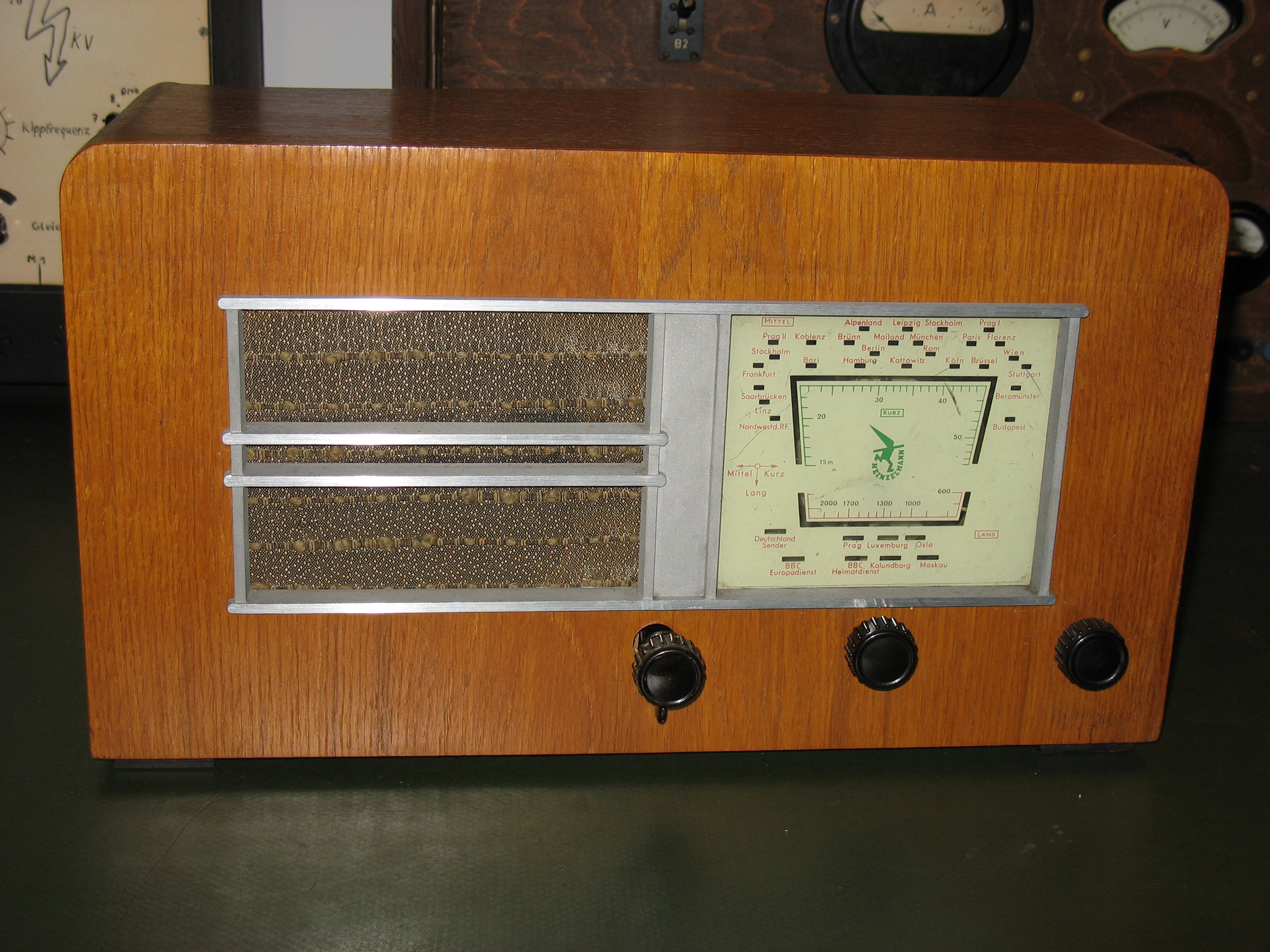
Il lavoro conto terzi per la Radio Heinzelmann fu la base del successo di Grundig

Max Grundig iniziò a produrre apparecchi radio per altri, aumentando la produzione sempre più. La costruzione di tali apparecchi fu soggetta ad approvazione e vendita rigorosamente controllata. Questi ostacoli fecero venire una idea pionieristica a Max Grundig nel dicembre 1945. Sviluppò con i suoi collaboratori, dato che anche un profano può assemblare una radio, di creare un „giocattolo“ da poter vendere in negozio. Questa leggendaria scatola di montaggio a marchio „Heinzelmann“ fece essere ottimista Grundig, per una produzione in larga serie RVF. Il nome dato (1946 ancora senza nome) al kit fu con grande probabilità „Funkheinzelmännchen“ di Hans Bodenstedt degli anni 1924/1925, il titolo di una serie radiofonica per bambini. In agosto 1946 iniziò la produzione in serie; a fine 1947 iniziarono le consegne dei 12.000 pezzi prodotti e venduti. L'azienda raggiunse i 291 dipendenti.
Visti i grossi volumi di vendita della „Heinzelmann“ e per pianificare la produzione di altri prodotti, Max Grundig ebbe la necessità di spazi più ampi. Nel marzo 1947 compra un appezzamento di terra in Kurgartenstraße e costruisce una fabbrica. Nell'ottobre 1947 nasce „Weltklang“, un sistema ricevente completo a tre bande di frequenza.

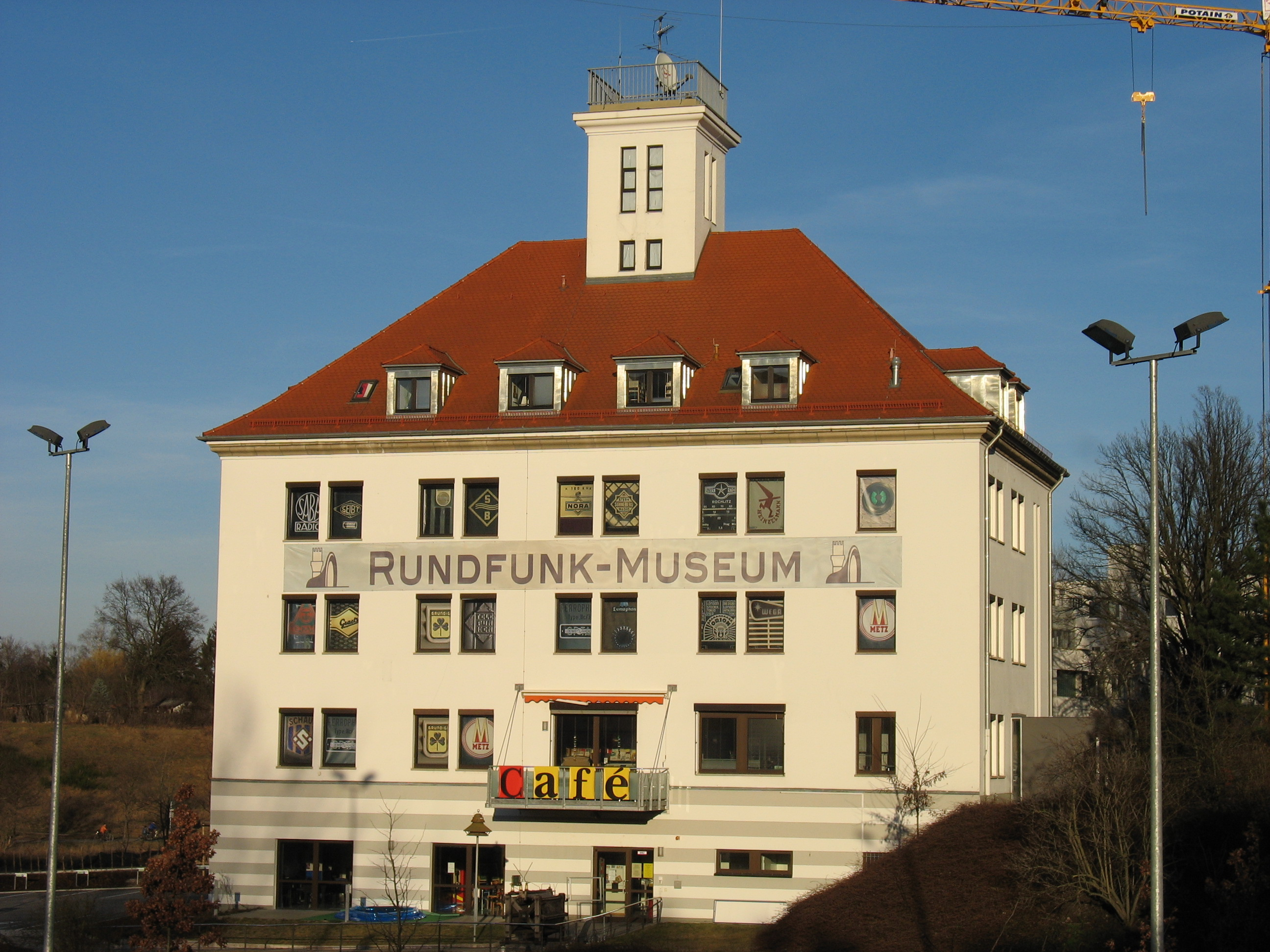
Nel 1949 l'ufficio direttivo risiede nella Kurgartenstraße a Fürth, dove fino alla fine degli anni '60 rimane l'ufficio di Max Grundig (oggi si trova il Café del Rundfunkmuseum Fürth. Nella torre iniziarono le trasmissioni televisive nel sud della Germania nel 1951

Dopo la nascita del nuovo ordinamento statale, Währungsreform del 1948, Max Grundig trasforma la RVF-Elektrotechnische Fabrik in Grundig Radio-Werk GmbH, poco più tardi in GRUNDIG Radio-Werke GmbH. Nel 1949 la produzione mensile raggiunse i 12.000 apparecchi; nel 1951, 34.000 e nel 1953, 39.900 fino ad arrivare a 70.800 nel 1960. Nel 1952 Max Grundig fu il più grande produttore europeo di apparecchi radio e di Tonbandgeräte del mondo. GRUNDIG divenne un marchio mondiale.
Max Grundig portò l'azienda in altri settori dell'elettronica di consumo (nel 1951 il primo televisore) con grande successo. Nel 1963 riceve la cittadinanza onoraria di Fürth. Nel 1971 l'azienda diventa una società per azioni, la Grundig AG. Nel 1979 Grundig firma un contratto con l'olandese Philips; solo cinque anni più tardi sarebbe divenuto l'azionista di maggioranza. Negli anni '80 la Grundig ebbe 28.000 dipendenti, il più grande datore di lavoro della Media Franconia. Il picco fu nel 1979 con 38.460 dipendenti. Nel 1981 dal terzo matrimonio con Chantal, nasce la figlia Maria-Alexandra.
Negli anni'80 l'azienda iniziò a sentire la concorrenza dei produttori asiatici. Non pensò di espandersi in Asia perché credette che ciò avrebbe fatto mancare potere d'acquisto in Germania, con conseguente riduzione dei volumi di vendita.
Inoltre l'azienda navigò in cattive acque a causa della concorrenza tra i cinque sistemi home video nati dal 1976 al 1981: Video Cassette Recording, VCR Longplay, SVR, Compact Video Cassette) e il Video2000 sviluppato con Philips nel 1979. Nel frattempo in Giappone e negli USA prendeva piede il sistema Video Home System (VHS) della JVC. Nel 1984 la maggioranza delle azioni di Max Grundig passano alla Philips.

Nel 1986 viene ricoverato presso la casa di cura, di sua proprietà, Bühlerhöhe e vi rimane fino al 1988. Venne pubblicata una biografia di Egon Fein, di se stesso disse: 
 "Ho terminato tutto, che faccio adesso?" Ebbe una vita piena di impegni, improvvisamente non ebbe più nulla da fare. Questo fu inconcepibile per lui. Grundig morì quattro mesi dopo il completamento della Bühlerhöhe come hotel. È sepolto presso la cappella di famiglia del Hauptfriedhof Baden-Baden.

### Dal 1989
Dopo lunghe traversie finanziarie la Grundig AG diventa insolvente nel 2003. Alcuni anni prima il ramo elettronico dell'azienda fu chiuso, così pure la fabbrica di televisori di Vienna. Il fallimento determinò l'acquisto del core-business dell'azienda da parte di un gruppo turco-britannico, interessato principalmente al marchio. Dal 2008 nasce la Grundig Intermedia GmbH al 100 % del gruppo turco Arçelik, parte della Koç Holding. Sotto il marchio Grundig vengono fabbricati schermi LCD in uno stabilimento di Istanbul, con progettazione ancora tedesca; a Norimberga rimane un centro ricerca e sviluppo. Ex partner commerciali e ex collaboratori descrissero Grundig come grande imprenditore, ma anche autoritario.